# Academia Naval Imperial Japonesa

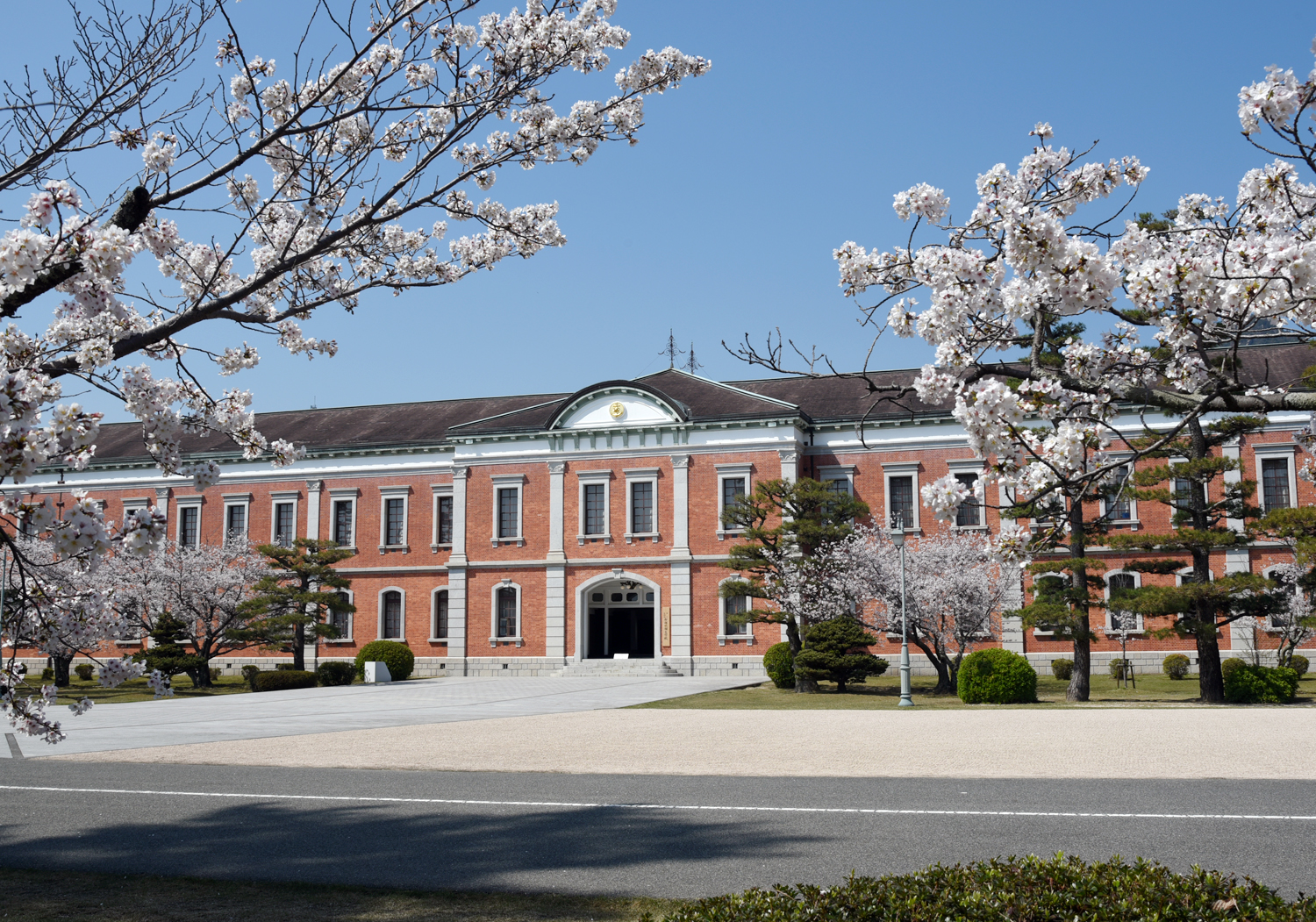
Academia Naval Imperial Japonesa

A Academia Naval Imperial Japonesa (japonês: 海軍兵学校, pronuncia-se Kaigun Heigakkō; abreviado: 海兵 Kaihei) foi uma academia criada para preparar oficiais da Marinha Imperial Japonesa.

## História
Originalmente localizado em Nagasaki, foi transferido para Yokohama em 1866 e novamente transferido em 1869, desta vez para Tsukiji, Tóquio; e Etajima (Hiroshima) em 1888. Os alunos passaram entre 3 e 4 anos e após a formatura receberam o posto de Kaigun Shōi (aspirante), alcançando o posto de alferes, após um período de serviço ativo e um cruzeiro no exterior. Em 1943 foi criada uma academia diferenciada para a aviação naval, inaugurada em Iwakuni, e em 1944 outra foi inaugurada em Maizuru. Foi fechado em 1945, quando a Marinha Imperial foi abolida. Atualmente, serve como sede da Academia de Candidatos a Oficiais da Força de Autodefesa Marítima do Japão.

## Base Naval de Etajima
A base naval de Etajima está localizada na cidade de Etajima, na província de Hiroshima, é uma base da Força de Autodefesa Marítima do Japão. É a sede da escola técnica e da escola para candidatos a oficiais e também possui várias instalações de treinamento. As forças especiais da Força de Autodefesa Marítima do Japão estão baseadas aqui. O antecessor da base de Etajima foi o sistema de treinamento de oficiais da Academia Naval Imperial Japonesa. A Academia Naval Imperial foi transferida para Etajima, na província de Hiroshima, em 1888. A academia atual foi fundada em 1956.